# Hohenzell
Hohenzell osztrák község Felső-Ausztria Riedi járásában. 2022 januárjában 2288 lakosa volt.

## Elhelyezkedése

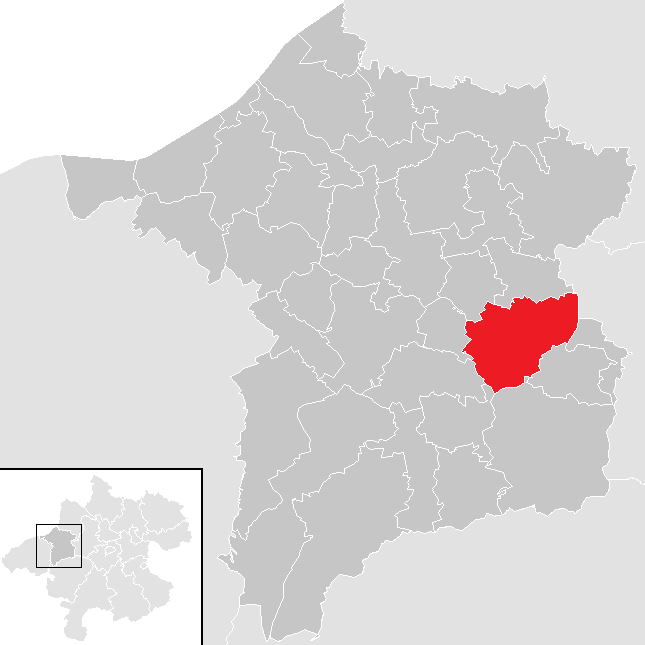
Hohenzell a Ried im Innkreis-i járásban

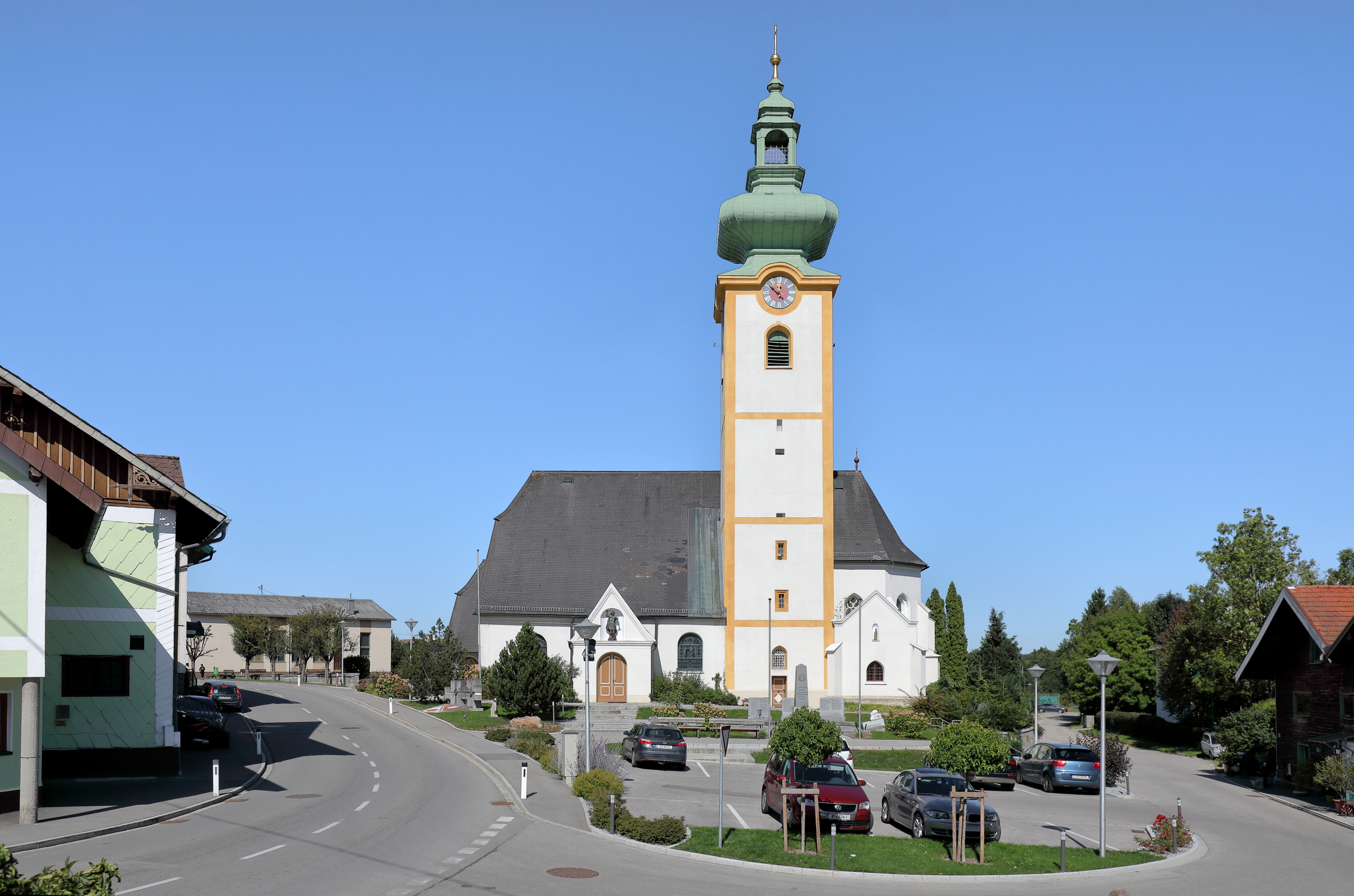
A Szt. Mihály-plébániatemplom

Hohenzell a tartomány Innviertel régiójában fekszik, az Innvierteli-dombságon, az Antiesen folyó mentén. Területének 10,8%-a erdő, 77,9% áll mezőgazdasági művelés alatt. Az önkormányzat 26 települést és településrészt egyesít: Aching (64 lakos 2022-ben), Aschbrechting (26), Breiningsham (53), Breitsach (47), Dürnberg (42), Emprechting (132), Engersdorf (106), Ficht (52), Gadering (84), Gonetsreith (439), Hilprechting (150), Hohenzell (478), Kager (19), Langstadl (113), Leisen (27), Mauler (41), Oberham (73), Oberlemberg (49), Obermauer (15), Plöck (66), Ponner (27), Roith (64), Wanger (35), Willmerting (30), Wöging (35) és Wötzling (21).
A környező önkormányzatok: keletre Geiersberg, délkeletre Sankt Marienkirchen am Hausruck, délre Eberschwang, délnyugatra Pattigham, nyugatra Neuhofen im Innkreis és Ried im Innkreis, északnyugatra Aurolzmünster, északra Peterskirchen, északkeletre Pram.

## Története
540 körül Ruprecht salzburgi érsek hittérítőket küldött a térség pogány bajorjainak megkeresztelésére; ők építették azt a kápolnát (Hoholtszelle), amely a község templomává fejlődött. A települést az írott források 1369-ben említik először.  A régió 1779-ig Bajorországhoz tartozott; ekkor a bajor örökösödési háborút lezáró tescheni béke Ausztriának ítélte az Innviertelt. A napóleoni háborúk alatt a falu rövid időre visszatért a francia bábállam Bajországhoz, de 1816 után végleg Ausztriáé lett.
Az 1938-as Anschluss után a települést a Harmadik Birodalom Oberdonaui gaujába sorolták be. A háborút követően Hohenzell visszatért Felső-Ausztriához.

## Lakosság
A hohenzelli önkormányzat területén 2021 januárjában 2288 fő élt. A lakosságszám 1961 óta gyarapodó tendenciát mutat. 2019-ben az ittlakók 94,9%-a volt osztrák állampolgár; a külföldiek közül 1,5% a régi (2004 előtti), 1,5% az új EU-tagállamokból érkezett. 1,8% az egykori Jugoszlávia (Szlovénia és Horvátország nélkül) vagy Törökország, 0,4% egyéb országok polgára volt. 2001-ben a lakosok 93,6%-a római katolikusnak,1,9% mohamedánnak, 2,8% pedig felekezeten kívülinek vallotta magát. Ugyanekkor a legnagyobb nemzetiségi csoportot a németek (98,4%) mellett a törökök alkották 0,9%-kal.
A népesség változása:

| 2016 | 2 177 |
| 2018 | 2 246 |

## Látnivalók
- a Szt. Mihály-plébániatemplom
- a helytörténeti múzeum

## Fordítás
- Ez a szócikk részben vagy egészben  a   Hohenzell (Oberösterreich) című német Wikipédia-szócikk ezen változatának fordításán alapul.  Az eredeti cikk szerkesztőit annak laptörténete sorolja fel. Ez a jelzés csupán a megfogalmazás eredetét és a szerzői jogokat jelzi, nem szolgál a cikkben szereplő információk forrásmegjelöléseként.